# Cairell mac Muiredaig Muinderg
Cairell mac Muiredaig Muinderg  († 532)  ou Cairell Coscrach (i.e: victorieux)  est un  roi d'Ulaid issu du Dál Fiatach qui règne de vers 507/509 à 525/532.

## Origine
Cairell  est le fils de  Muiredach Muinderg mac Forggo († 489) et le frère de Eochaid mac Muiredaig Muinderg († 509), deux précédents rois .

## Règne
Selon les  Annales de Tigernach  il devient roi en  509 et l'accession de son successeur est notée en  532 Ce règne de 23 ans s'accorde avec les Laud Synchronismes alors que selon le  Livre de Leinster il règne en fait 25 ans. Après la destruction par les Uí Néill  d'Emain Macha après  450, l'Ulaid parvient à se rétablir sous l'autorité du Dál Fiatach qui impose sa hégémonie avec son père Muiredach dont il  est la première figure historique.
En 496/498 the annalistes relèvent la tempête de  « Dún Lethglaise », Downpatrick, dans l'actuel  Comté de Down, qu'ils synchronisent avec la bataille d'Inne Mór et le  début de l'ascension du Dál  Fiatach   qui fera de cette place la base de son pouvoir.
la Vie Tripartite de St. Patrick  rapporte une légende d'après laquelle  Saint Patrick maudit les descendants de son frère  Eochaid  avant de donner sa bénédiction à ceux de  Cairell. Ces derniers monopoliseront ensuite à leur profit la royauté d'Ulaid .

## Postérité
D'un épouse  inconnue Cairell a deux fils qui seront rois d'Ulaid.
- Demmán mac Cairill († 572)
- Báetán mac Cairill († 581),

Par Maithgemm une fille de Áedan de Dalriada il serait également le père d'un
- Saint Molaisse

## Sources
- (en) Cet article est partiellement ou en totalité issu de l’article de Wikipédia en anglais intitulé « Cairell mac Muiredaig Muinderg » (voir la liste des auteurs), édition du 8 juin 2012.
- Annales d'Ulster sur  at University College Cork
- Annales de Tigernach sur  at University College Cork
- (en) Edel Bhreathnach (sous la direction) The Kingship and landscape of Tara.Four Courts Press for The Discovery Programme Dublin (2005), p. 194 & Table 7: « Dál Fiatach » p. 352-353
- (en) Francis John Byrne, Irish Kings and High-Kings, Dublin: Four Courts Press, réédition 2001  (ISBN 978-1-85182-196-9).
- (en) T.M. Charles-Edwards, Early Christian Ireland, Cambridge: Cambridge University Press, (2000),  (ISBN 0-521-36395-0).
- (en) Dáibhí Ó Cróinín, A New History of Ireland, Volume One, Oxford: Oxford University Press (2005).
- (en) Gearoid Mac Niocaill, Ireland before the Vikings, Dublin: Gill and Macmillan(1972).